# Мааді

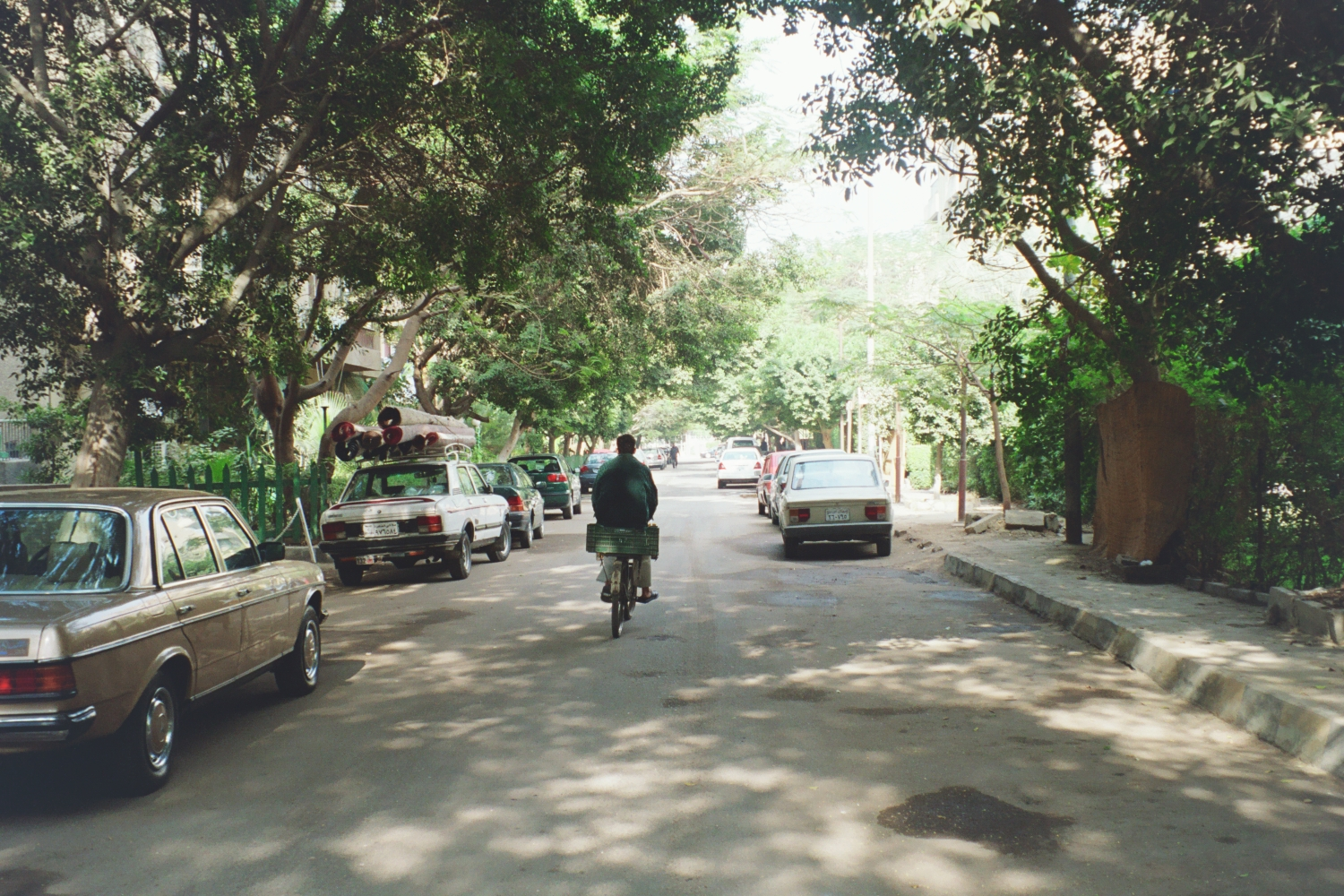
Житлова вулиця Мааді, 2005

Мааді́ (араб. معادي, Maadi) — південне передмістя (район) столиці Єгипту міста Каїра (Великого Каїра).
Мааді вважається престижним районом єгипетської столиці, саме для проживання — тут селяться люди з середніми статками, а соціальна інфраструктура є доволі розвиненою. 
У Мааді розташовані:
- Каїрський Американський Коледж (Cairo American College, CAC);
- Французький Ліцей (Lycée Français du Caire, LCF);
- Єгипетсько-Американський Коледж (Misr American College, M.A.C);
- Британська Міжнародна Школа Мааді (Maadi British International School, MBIS);
- регбійний клуб «Каїро Регбі» (Cairo Rugby).